# Massimo Busacca

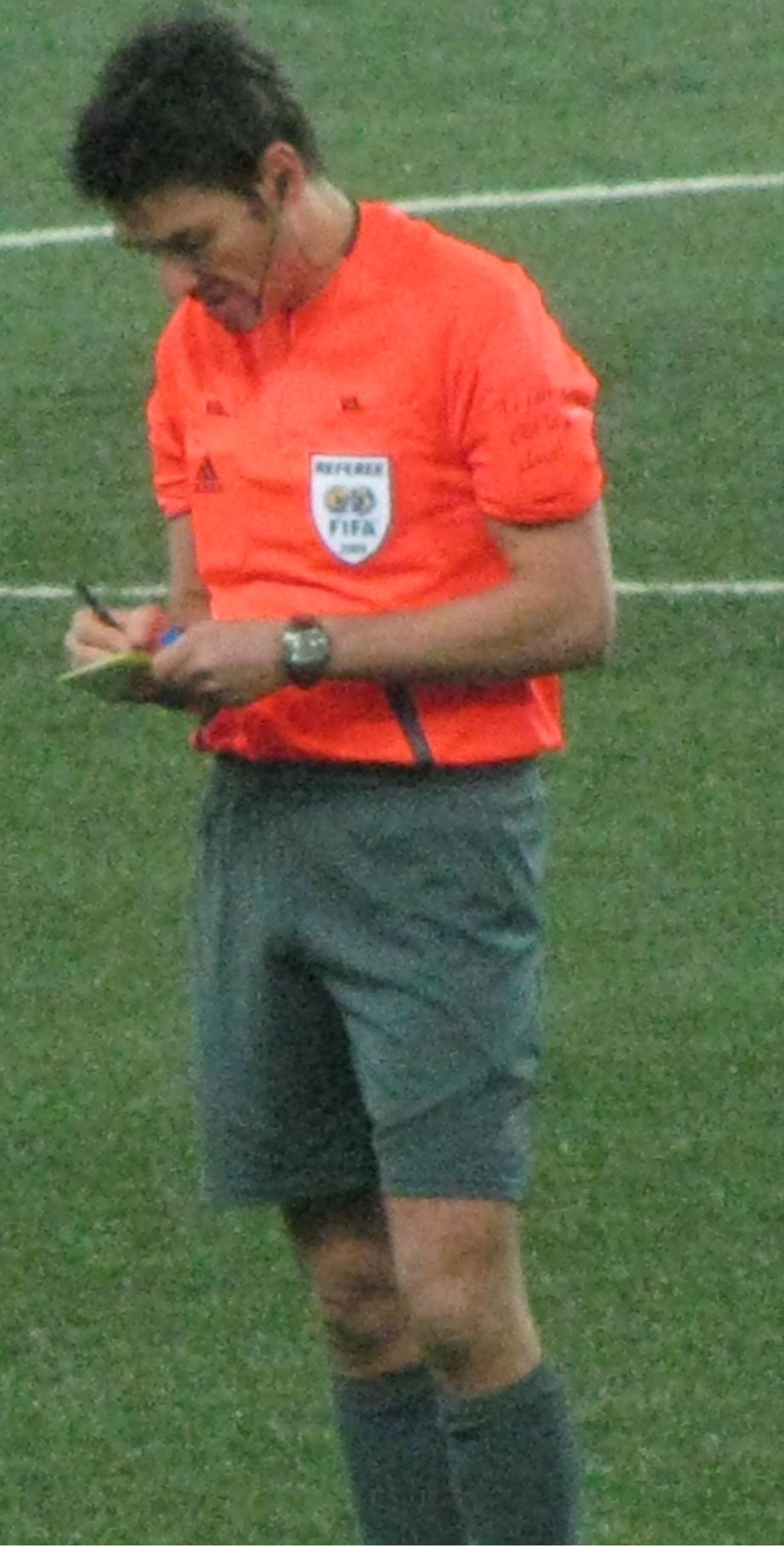
Massimo Busacca (2009)

Massimo Busacca, född 6 februari 1969 i Bellinzona i Schweiz, är en schweizisk före detta fotbollsdomare som bland annat dömt i Världsmästerskapet i fotboll 2006.

## VM matcher som huvuddomare

### VM 2006
- Sverige - England (gruppspel)
- Spanien - Ukraina (gruppspel)
- Argentina - Mexiko (åttondelsfinal) - Fakta om matchen

### VM 2010
- Sydafrika - Uruguay